# Pelouses de Champlitte, étang de Theuley-lès-Vars
Pelouses de Champlitte, étang de Theuley-lès-Vars este o arie protejată (arie de protecție specială avifaunistică — SPA) din Franța întinsă pe o suprafață de 346 ha, integral pe uscat.

## Localizare
Centrul sitului Pelouses de Champlitte, étang de Theuley-lès-Vars este situat la coordonatele 47°35′51″N 5°30′55″E / 47.5975°N 5.51528°E.

## Înființare
Situl Pelouses de Champlitte, étang de Theuley-lès-Vars a fost declarat arie de protecție specială avifaunistică în baza directivei 79/409 din 1979 referitoare la conservarea păsărilor sălbatice pentru a proteja 13 specii de animale.

## Biodiversitate
Situată în ecoregiunea continentală, aria protejată nu include niciun habitat protejat.
La baza desemnării sitului se află mai multe specii protejate de  păsări (13): stârc roșu (Ardea purpurea), cocoșul de mesteacăn (Bonasa bonasia), pasărea ogorului (Burhinus oedicnemus), caprimulg (Caprimulgus europaeus), erete vânăt (Circus cyaneus), erete cenușiu (Circus pygargus), ciocănitoare neagră (Dryocopus martius), stârc pitic (Ixobrychus minutus), sfrâncioc roșiatic (Lanius collurio), ciocârlie de pădure (Lullula arborea), gaia neagră (Milvus migrans), gaia roșie (Milvus milvus), viespar (Pernis apivorus).
Pe lângă speciile protejate, pe teritoriul sitului au mai fost identificate 5 specii de păsări.